# Peter Vermaas
Peter Vermaas (31 augustus 1975) is een Nederlandse journalist en schrijver. Hij is chef opinie van NRC Handelsblad. Van 2013 tot 2019 was Vermaas correspondent in Frankrijk voor NRC Handelsblad en NRC Next. Daarvoor was hij van 2009 tot 2012 correspondent in Zuid-Afrika.
In september 2008 verscheen bij uitgeverij Ambo van zijn hand het boek In God We Trust. Geloven in Amerika over de rol van religie in het dagelijks leven in de Verenigde Staten.